# Eugenia ovandensis
Eugenia ovandensis är en myrtenväxtart som beskrevs av Cyrus Longworth Lundell. Eugenia ovandensis ingår i släktet Eugenia och familjen myrtenväxter. Inga underarter finns listade i Catalogue of Life.